# Parti communiste saint-marinais
Le Parti communiste saint-marinais (en italien : Partito comunista sammarinese ; abrégé en PCS) est un ancien parti politique saint-marinais de 1921  à 1990.

## Historique
Le Parti communiste saint-marinais est fondé clandestinement en 1921, comme une section locale du Parti communiste italien : Saint-Marin, Micro-État enclavé en Italie et très influencé par le contexte politique italien, est alors un pays à parti unique gouverné par le Parti fasciste saint-marinais. Le parti est ensuite refondé en 1940, durant la Seconde Guerre mondiale, sous la houlette d'Ermenegildo Gasperoni (en). À la chute du fascisme, le PC participe, avec les autres groupes antifascistes, à un gouvernement provisoire. Comme le Parti communiste italien, le PC saint-marinais acquiert un grand prestige du fait de sa participation à la lutte contre le fascisme : il suit également la même stratégie que le PCI, alors allié au PSI, en formant une coalition avec le Parti socialiste saint-marinais. Au contraire des élections italiennes qui ne sont organisées qu'en 1948, les élections législatives ont lieu à Saint-Marin dès le 11 mars 1945, et sont remportées par le Comité de la liberté - la coalition communistes-socialistes - qui détient désormais les deux tiers des sièges au Grand Conseil général. Saint-Marin possède alors le premier gouvernement à majorité communiste issu d'élections libres. Le pays sera le seul dans ce cas en Europe de l'Ouest pendant toute la durée de la guerre froide.
La coalition de gauche au pouvoir à Saint-Marin connaît alors des rapports tendus avec le gouvernement démocrate-chrétien italien. Communistes et socialistes demeurent au pouvoir à l'issue des élections de 1949, 1951 et 1955, mais leur majorité s'érode du fait des progrès électoraux du Parti démocrate-chrétien saint-marinais, qui devient en 1951  le premier parti en nombre d'élus. En 1957, alors que la majorité des communistes et socialistes ne tient plus qu'à quelques sièges, une partie des socialistes font scission (crise de Rovereta), créent un Parti socialiste indépendant et s'allient avec les démocrates-chrétiens et les sociaux-démocrates, constituant de fait une nouvelle majorité. Une crise politique éclate alors, les partis communiste et socialiste ayant informé les Capitaines-régents de Saint-Marin de la démission d'une partie de leurs conseillers, ce qui rendrait obligatoire la tenue de nouvelles élections. Les démocrates-chrétiens et leurs alliés réclament au contraire de pouvoir gouverner, et proclament un gouvernement provisoire, que les Capitaines-régents refusent de reconnaître. La gendarmerie italienne intervient pour ramener le calme à Saint-Marin : les Capitaines-régents reconnaissent finalement le gouvernement non communiste, et la coalition au pouvoir remporte ensuite les élections de 1959.
Les communistes saint-marinais demeurent dans l'opposition jusqu'en 1978 : à cette date, profitant à la fois de l'usure du pouvoir des démocrates-chrétiens et du contexte d'embellie que connaît alors le Parti communiste italien à l'époque de l'eurocommunisme et du compromis historique, le PC remporte les élections, en coalition cette fois avec le Parti socialiste unitaire. Mais un scandale financier entraîne en 1986 la fin de la coalition de gauche : ne disposant plus de la majorité nécessaire, les communistes s'allient alors avec leurs adversaires traditionnels démocrates-chrétiens pour former un gouvernement d'union. La Démocratie chrétienne est cependant le parti dominant de cette nouvelle coalition, le nombre de ses électeurs et de ses conseillers dépassant nettement celui des communistes.
Communistes et démocrates-chrétiens gouvernement ensemble à Saint-Marin jusqu'en 1990, date à laquelle — imitant le Parti communiste italien qui se transforme à la même époque en Parti démocrate de la gauche — le Parti communiste saint-marinais abandonne son identité communiste et s'autodissout pour renaître sous la forme du Parti progressiste démocrate saint-marinais. La minorité qui refuse d'abandonner les références communistes adopte quant à elle la même démarche que le Parti de la refondation communiste italien, et crée Refondation communiste saint-marinaise. Les démocrates-chrétiens saint-marinais forment en 1992 une nouvelle coalition avec le Parti socialiste, et remportent nettement les élections de l'année suivante, tandis que le Parti progressiste démocrate est rejeté dans l'opposition. Le parti des ex-communistes rejoint en 2000 la coalition formée par les démocrates-chrétiens et les socialistes, puis fusionne en 2001 avec d'autres groupes pour former le Parti des démocrates, lequel fusionne quatre ans plus tard avec les socialistes et donne alors naissance au Parti des socialistes et des démocrates.